# 流行病学
流行病學（英語：Epidemiology）是探討人類群體健康及疾病的分布，並藉由族群間分布差異來探索影響健康及疾病的影響因子，是公共衛生及預防醫學研究的基礎方法論， 同時在實證醫學中做為辨別疾病因素和最佳臨床治療途徑的科學理論。
在研究傳染病及非傳染性疾病時，流行病學家從事眾多事項，包含疫情調查、研究設計、數據蒐集及分析（如創建統計模組）等。流行病學家須跨足並使用不同領域的知識，如生物學、生物計量學、地理信息系統和社會科學。
流行病學不僅研究傳染病，其他如慢性病（像癌症、心臟病、糖尿病、高血壓等等）、精神疾病、自殺與意外事件等等健康議題，甚至各種疾病的危險因子（如吸菸、肥胖、營養攝取狀態、生活型態等），都可成為流行病學研究的主題。

## 历史
1854年，伦敦爆发霍乱，10天内夺去了500多人的生命。根据当时流行的观点，霍乱是经空气传播的。但是约翰·斯诺（John Snow）医师并不相信这种说法，他认为霍乱是经水传播的。斯诺用标点地图的方法研究了当地水井分布和霍乱患者分布之间的关系，发现在宽街（Broad Street，或译作布劳德大街）的一口水井供水范围内霍乱罹患率明显较高，最终凭此线索找到该次霍乱爆发的原因：一个已污染的水泵。人们把水泵的把手卸掉后不久，霍乱的发病明显下降。约翰·斯诺在这次事件中的工作被认为是流行病学的开端。

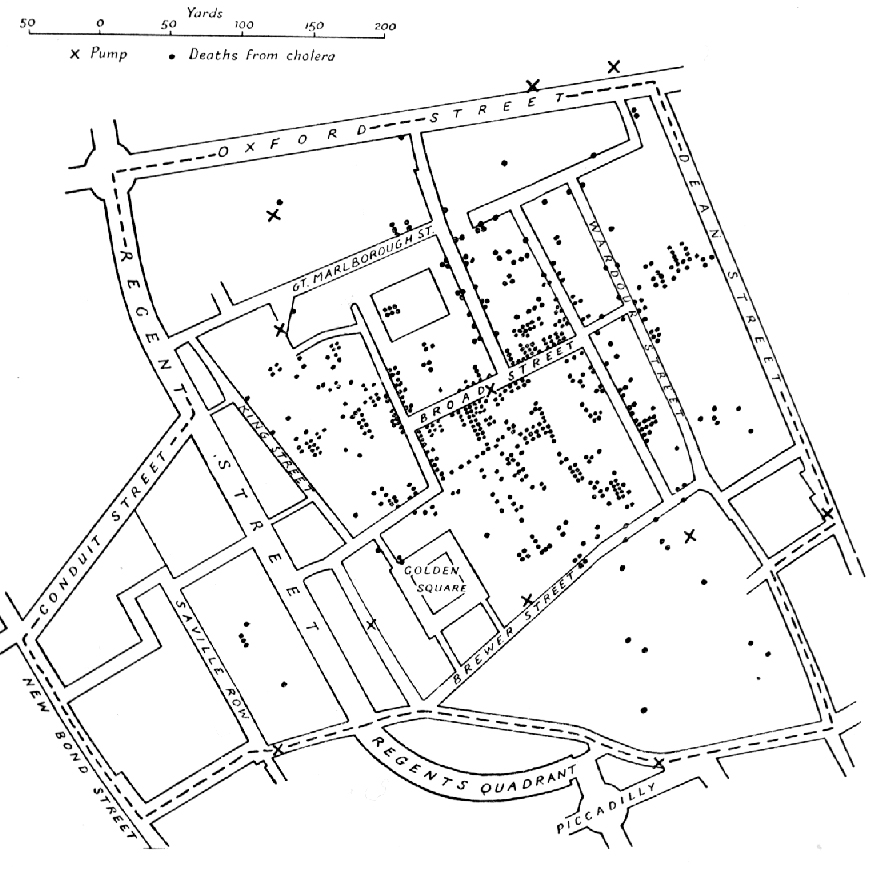
1854倫敦

1948年－1952年期间，理查·多爾（Richard Doll）和布拉德福·希尔（Bradford Hill）合作进行了一项病例-对照研究（Case-Control Study），通过对癌症患者吸烟史的调查，他们宣布吸烟和肺癌之间有因果联系。其后20多年，他们进行的队列研究（Cohort Study）进一步加强了这一结论。
他们的成果为控烟行动提供了科学依据。

## 研究方法
流行病学研究方法分为观察法和实验法两大类：

### 观察法
- 描述性研究

通过调查，了解疾病和健康状况在时间、空间和人群间的分布情况，为研究和控制疾病提供线索，为制定卫生政策提供参考。
- 分析性研究

通过观察和询问，对可能的疾病相关因素进行检验。分析性研究主要包括病例-对照研究（case-control study）和世代研究（cohort study，也叫定群研究或队列研究）
病例-对照研究選取一組患某病的人（病例），再選取另一組沒有患某病的另一組人（對照），收集兩個組人中某一或某幾個因素存在的情況，再以統計學方法來確定某一因素是否和該疾病有關及其關聯的程度如何。
世代研究則是選取一組曝露於某種因素的人和另一組不曝露於於該因素的人，再經過一段時間後以統計學方法比較兩組人患某病的情況（如肺癌），以確定某因素是否和某病有關。
一般來說，世代研究比病例-对照研究的結論較可靠，但世代研究耗時很長（如研究吸煙和肺癌的關係要數十年的時間），需要更多的資源。

### 实验法
将研究对象分为实验组和对照组后，在实验组实施干预措施，在对照组中不采取措施或者应用安慰剂，通过一段时间的随访后，观察各组实验结果的差异，以此评估该干预措施的效果。根据研究对象的不同，该方法分为临床实验（clinical trial）和社区实验（community trial）两种。

### 案例對照研究
Case-control studies將由疾病的狀態選擇研究例子，是一種回溯型研究。一群是實驗組(有發病者)，一組是對照組(無發病者)，兩組人應盡量找相同母群體的人來研究。接下來對照兩組間過去所受到的危險因子暴露程度，如下方表格所顯示。
(A)暴露實驗組
(B)暴露對照組
(C)無暴露實驗組
(D)無暴露對照組
這些統計數字可以用基本的對比值(odds ratio)，比較(A/C)及(B/D) 來了解有無暴露造成的增加風險，i.e. OR = (AD/BC)因子
|        | 實驗組 | 對照組 |
| ------ | ------ | ------ |
| 暴露   | A      | B      |
| 未暴露 | C      | D      |

如果OR 大於1 則"可得這些疾病很可能跟暴露危險有關"，反之如果接近 1 則兩者可能沒有相關，如果小於 1 則可能是保護因子(暴露後可以降低發病率)
案例對照的研究，比起案例比起世代研究更具經濟效益，但容易受到誤差(bias)影響(回想誤差、選擇性誤差)。另一個挑戰是選擇適當的控制組，母群體的例子應該平均的分配在控制組和實驗組中以降低誤差(the distribution of exposure among the control group should be representative of the distribution in the population that gave rise to the cases. )，這可以以隨機抽樣的方式從母群體抽樣比，有一個爭論是如果控制組包含了正在發病的案例。則這個疾病就有可能比算出的值其實有更高的侵襲率。
另一個挑戰是，為了統計數據的正確，最起碼的案例數，必須符合95% 區間相對於對比值，詳細如下列方程式
total cases = (a+c) = (1.96)^2×(1+N)×(1÷ln(OR))^2×((OR+2√OR+1)÷√OR)≈15.5×(1+N)×(1÷ln(OR))^2
N =  控制組的案例比率
當對比值接近1或是0 ，對照研究就會產生出極低的對比值，舉例，一個對比值 1.5 的案例，而且對照組及實驗組的人數接近，其數據如下所示
|        | 對照組 | 控制組 |
| ------ | ------ | ------ |
| 暴露   | 103    | 84     |
| 未暴露 | 84     | 103    |

For an odds ratio of 1.1:
|        | 對照組 | 控制組 |
| ------ | ------ | ------ |
| 暴露   | 1732   | 1652   |
| 未暴露 | 1652   | 1732   |

## 研究偏差
只要是無法經過隨機分派且完美控制的研究，都有可能因方法設計、研究執行不良等原因，導致觀察結果與真實情形有差。這個觀察與真實之間的差距，稱為偏差或偏誤。為了促進觀察結果趨近真實，流行病學致力於利用研究設計的方法來降低這些偏差問題。

### 选樣偏差(selection bias)
因觀察研究過程中，選樣過程受到研究關注的因子所影響，所導致的偏差。這多半來自於偏差樣本所致，特別是當研究目的是分布描述的時候。當研究目的是危險因子與疾病之間的因果推論，有時會因標的族群設定不佳，導致即便是選到具有代表性的樣本，仍舊發生選樣偏差。

### 資訊偏差(information bias)
觀察研究過程中，當測量誤差不平均的發生在樣本中，會造成資訊偏差。當研究目的是分布描述的時候，若樣本的測量誤差程度與母群體不同，則會造成觀察到的分布與母群體會有偏差。當研究目的是危險因子與疾病間的因果推論，當危險因子與疾病狀態二者皆影響測量誤差，則會造成資訊偏差。

### 干擾因子(confounding)
選樣偏差與資訊偏差都與研究設計或執行不良有關。但干擾因子則是疾病機轉中的因素。當病理機轉中，某因子本身也會影響到危險因子的暴露程度，則該因子需要藉由研究設計進行控制，若沒有控制，則會造成研究結果觀察到危險因子與疾病之間的假相關性。

## 用途
- 描述疾病和健康状况的分布
- 研究疾病的病因及危险因素
- 评估治疗方法和预防措施的效果